# فرقان

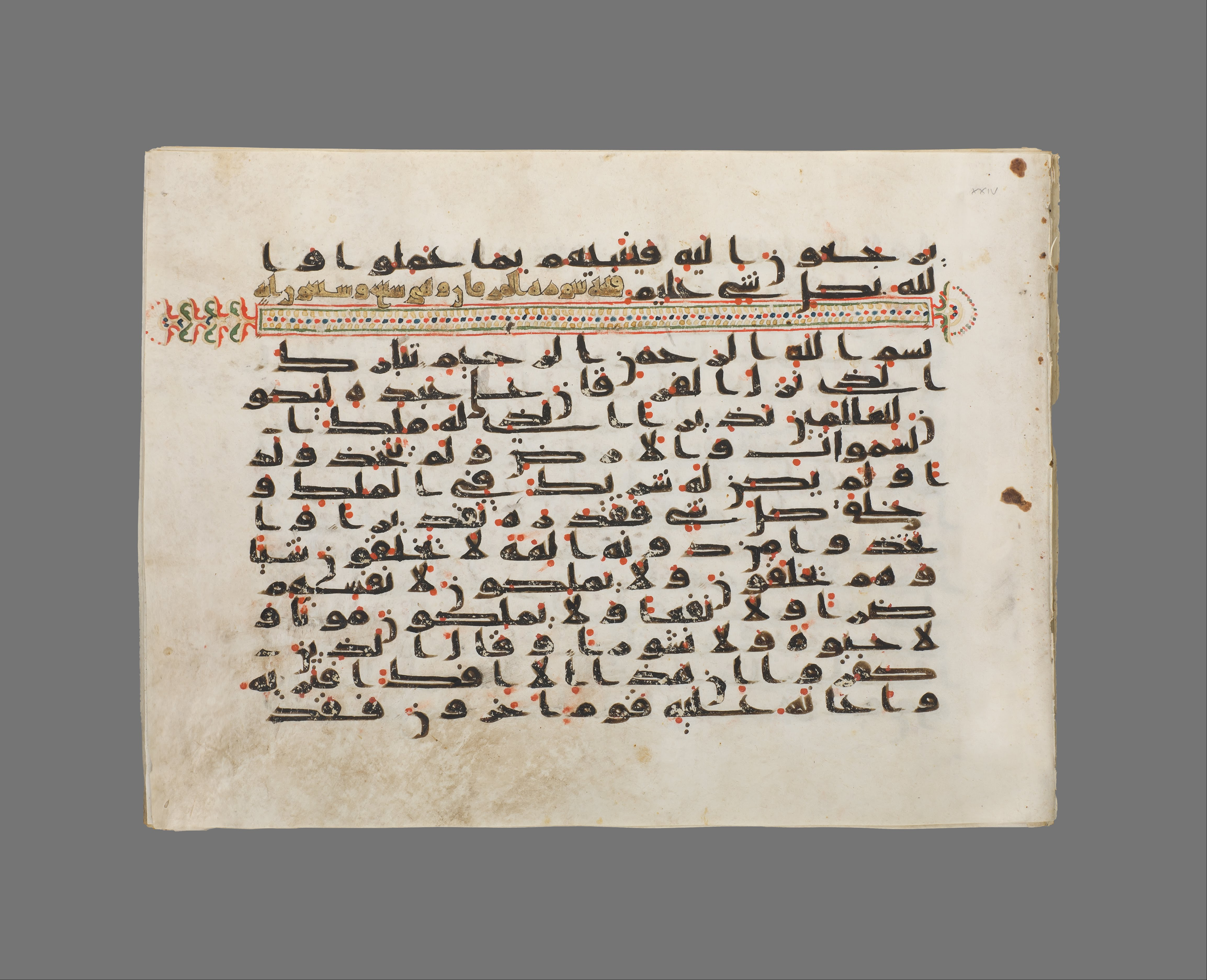
نسخه خطی از ابتدای سوره فرقان متعلق به قرن ۸ میلادی

فرقان سوره ۲۵ از قرآن است و ۷۷ آیه دارد. مشابه دیگر سوره‌های مکی، تأکید این سوره بر مسائل مبدأ و معاد و نبوت محمد و مبارزه با شرک و بت‌پرستی است. در ادامه سوره صفات مؤمنان راستین را برمی‌شمرد. نام سوره از آیهٔ اول آن گرفته شده که از قرآن به عنوان فرقان (جداکننده حق و باطل) یاد می‌کند.

## فضیلت قرائت سوره
از موسی بن جعفر، پیشوای هفتم شیعیان نقل است: تلاوت سوره فرقان را ترک مکن. به درستی که هر کس در هرشب این سوره را بخواند، خداوند او را حساب و عذاب نکند و منزلش در فردوس اعلا باشد.